# Водиці (община)
Община Водиці (словен. Občina Vodice) — одна з общин в центральній Словенії. Адміністративним центром є місто Водиці. Більшість працюючого населення займається в сфері послуг.

## Населення
У 2011 році в общині проживало 4681 осіб, 2321 чоловіків і 2360 жінок. Чисельність економічно активного населення (за місцем проживання), 2074 осіб. Середня щомісячна чиста заробітна плата одного працівника (EUR), 870,47 (в середньому по Словенії 987.39). Приблизно кожен другий житель у громаді має автомобіль (54 автомобілі на 100 жителів). Середній вік жителів склав 38,3 роки (в середньому по Словенії 41.8).